# Transport à la demande
 (juin 2009).
 (juin 2021).
Si vous disposez d'ouvrages ou d'articles de référence ou si vous connaissez des sites web de qualité traitant du thème abordé ici, merci de compléter l'article en donnant les références utiles à sa vérifiabilité et en les liant à la section « Notes et références ».
Les transports à la demande (TAD) sont un mode de transport public ou privé appartenant à une famille de services qui peut inclure aussi les taxis traditionnels ou collectifs, les bus scolaires, le covoiturage (et le vanpooling ou le buspooling, partage de vans et de bus) et même le vélo en libre-service.
Les TAD se distinguent des autres services de transports collectifs par le fait que les véhicules n’empruntent pas d’itinéraire fixe et ne respectent pas un horaire précis, sauf pour répondre parfois à un besoin particulier. Les TAD sont cependant organisés par des professionnels du transport et, à la différence des taxis, les voyages ne sont en général pas individuels. Un opérateur (ou un système automatisé) se charge alors de la réservation, de la planification et de l’organisation afin de prendre en charge l’ensemble des voyageurs.
Les opérateurs de TAD utilisent généralement des voitures, des vans ou des autobus de petite taille (minibus) qui accueillent entre 4 et 20 passagers. Ces véhicules sont, ou non, accessibles aux personnes à mobilité réduite (PMR), voire exclusivement affectés au transport de ces personnes.
Le service peut être accessible à tous publics, ou réservé à des abonnés au profil libre ou spécifique, tel que PMR. La tarification peut être spécifique, ou intégrée à celle du réseau auquel le service est rattaché (réseau urbain, départemental…). La réservation s'effectue pour certains TAD un jour ouvré minimum à l'avance, pour d'autres une à deux heures à l'avance. Le service comporte parfois un point de rendez-vous (hub) à horaires réguliers, avec prise en charge sans réservation.
Les TAD peuvent être rangés en différentes catégories :
- les lignes virtuelles, à heures de départ fixes (optionnelles) ou variables, à itinéraires fixes ou ajustés en fonction des seuls points d'arrêt à desservir ;
- les TAD « zonaux », à heures de départ fixes (optionnelles) ou variables, desservant, sans itinéraire de référence, les seuls points d'arrêt demandés.

À la notion de point d'arrêt, clairement identifié sur le territoire, se substituent parfois les notions d'adresse origine et d'adresse destination. C'est tout particulièrement le cas pour les services destinés aux personnes à mobilité réduite.

## Belgique

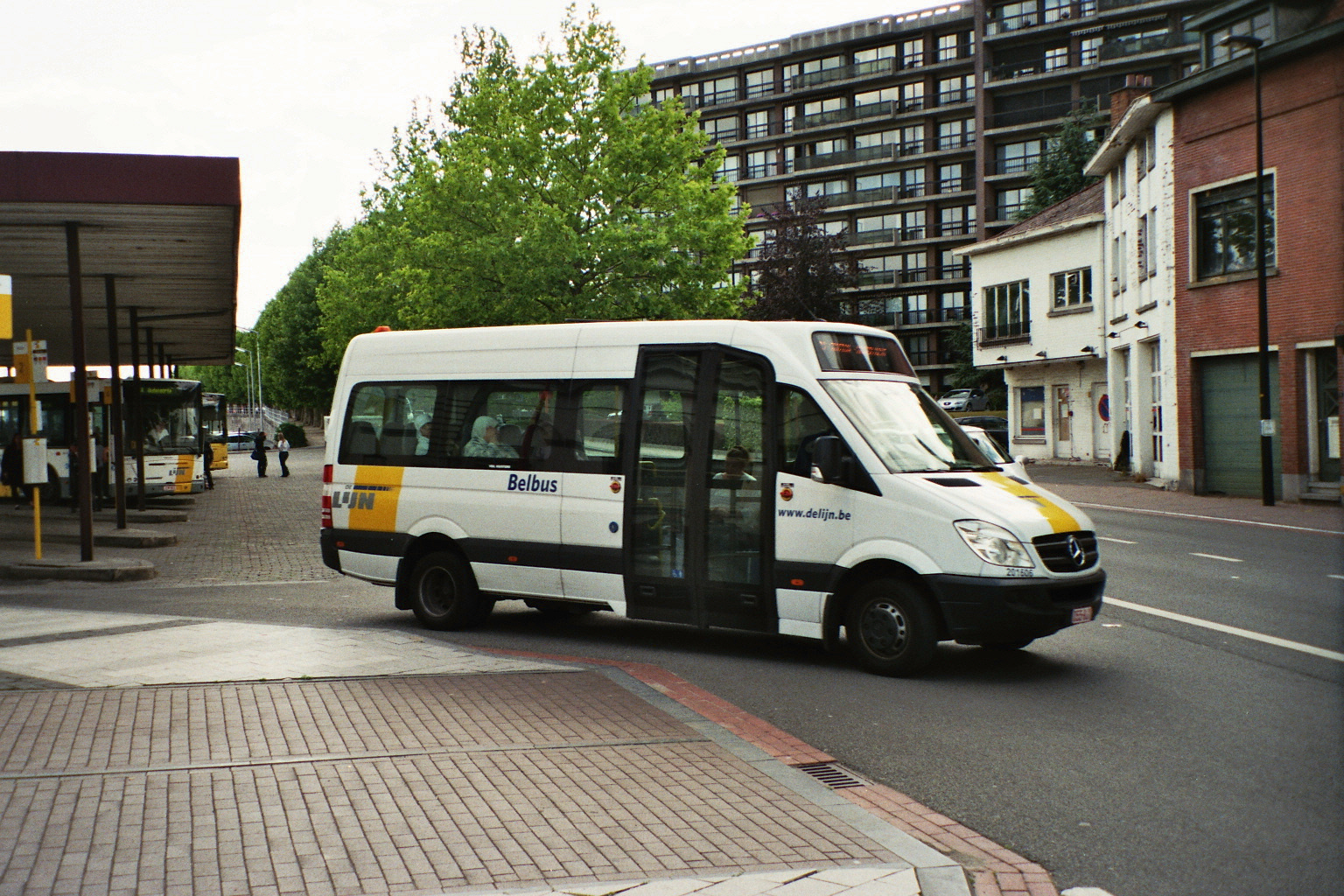
Un Flexbus exploité par De Lijn à Renaix. Ce modèle est accessible aux PMR.

En Région flamande, le Flexbus (jusqu'à 2024 appelé "Belbus") de De Lijn dessert de nombreuses zones désignées pour pallier le manque ou l'absence de lignes régulières.
- En Région wallonne, le Telbus du TEC Namur-Luxembourg offre un transport à la demande dans différentes entités au nord et à l'ouest d'Arlon.
- À Région de Bruxelles-Capitale, Collecto[2] est un service organisant l'utilisation collective de taxis de 23 à 6 heures du matin.

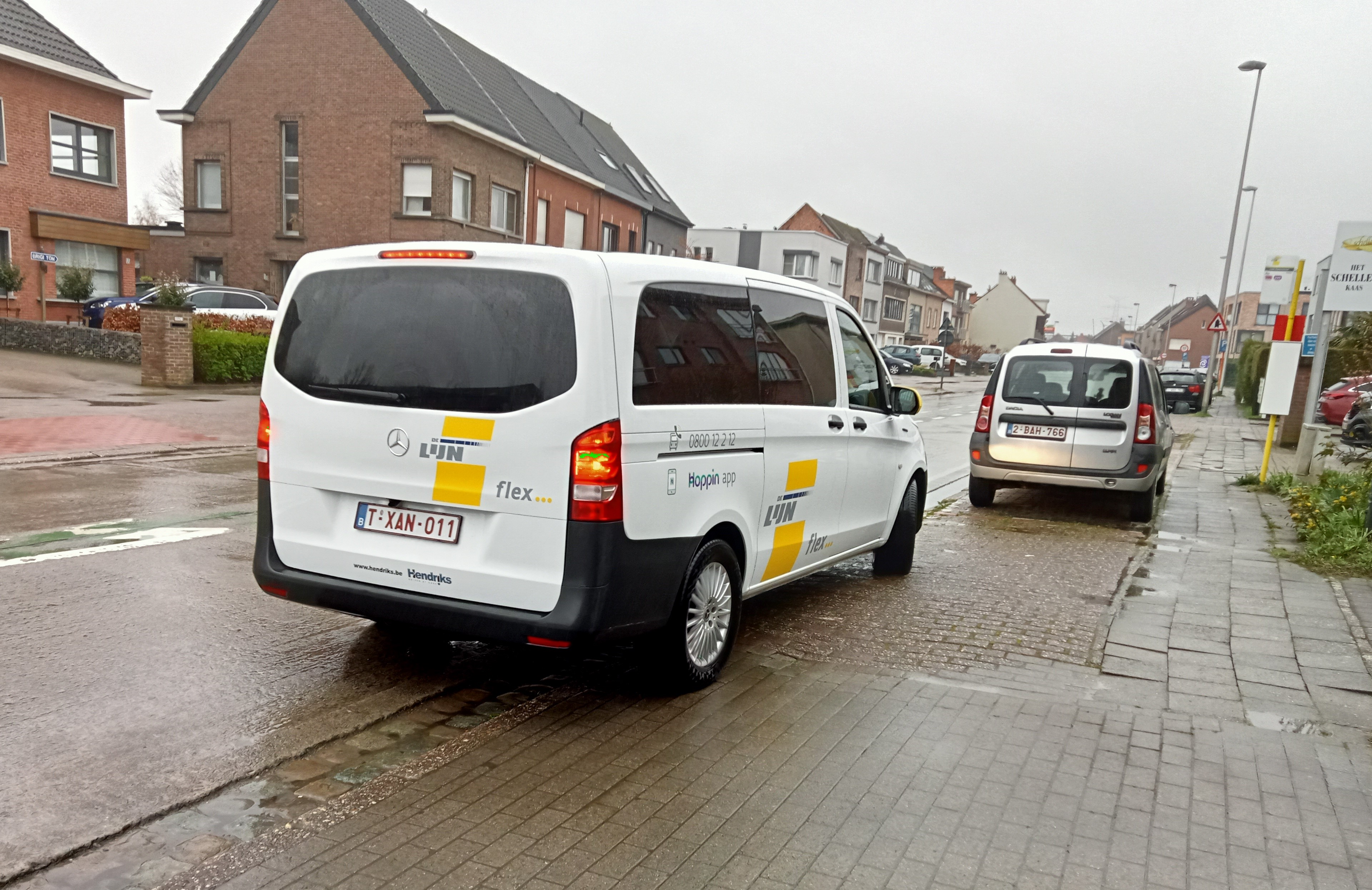
Un Flexbus à Niel Ce modèle n'est pas accessible aux PMR.

- Un Flexbus à Niel Ce modèle n'est pas accessible aux PMR.Depuis la fin du service 105, une multitude d'opérateurs assurent localement le transport de personnes à mobilité réduite (TPMR)

## États-Unis
Les transports en commun représentent aux États-Unis environ 6 000 Transit Agencies (autorités organisatrices) dont près de 5 500 fournissent des services de transports à la demande. Une loi fédérale de financements des transports est votée tous les 6 ans en moyenne. La dernière loi, SAFETEA-LU, signée en juillet 2005, a réservé plus de 40 milliards de dollars aux transports en commun sur la période 2005–2009.
Les transports à la demande représentent environ 2 % du marché des transports publics. Depuis l’Americans with Disabilities Act en 1990, les Transit Authorities sont tenues de fournir un service de transport à la demande complétant leur service régulier, destiné à ceux qui ne peuvent emprunter les lignes classiques en raison d’un handicap. C’est ainsi que depuis 1990, les transports à la demande ont quasiment doublé. Avec l’introduction des nouvelles technologies, les systèmes ont gagné en efficacité et certaines sociétés privées opèrent même des systèmes rentables. Le choix des transports à la demande évite la mise en accessibilité immédiate de tout un réseau et permet d’offrir des solutions de transports publics dans les zones non ou mal desservies. Il apparaît nécessaire de veiller à réunir dans toutes les situations des financements pérennes, d’adapter les nouvelles technologies aux besoins et à la taille du service mis en place.

## France

### En milieu urbain
Apparus dans les zones rurales, les transports à la demande se développent de plus en plus dans les milieux urbains. Cela s’explique notamment par les extensions des Périmètre de Transport Urbain (PTU) à des communes de moins en moins denses et la volonté de créer une offre la plus adaptée possible aux besoins de déplacements. Le transport à la demande est une offre de transport public qui ne se déclenche que si au moins un usager a réservé son voyage. On compte aujourd’hui environ 220 services dans les zones urbaines, avec une grande variété d’utilisateurs et de modes de fonctionnement. Plus de 60 % des réseaux de transport urbain déclarent avoir recours au transport à la demande.
Dans un contexte de périurbanisation croissante, il apparaît au sein des agglomérations des besoins de déplacements dans des secteurs peu denses, où l’offre de transport public régulier classique n’est pas à même de répondre convenablement. Plus globalement, lorsque la demande est faible, l’offre régulière composée de véhicules de grande capacité devient économiquement inadaptée. En outre, la politique des transports d’une agglomération vise à assurer le droit au transport pour toutes les catégories sociales de la population (personnes à revenus modestes, âgées, en insertion, à mobilité réduite, etc.). Il apparaît ainsi parfois nécessaire de mettre en place une offre de transport personnalisée, adaptée à une clientèle cible spécifique. Enfin, il s’agit d’améliorer l’accessibilité à des services, équipements publics, pôles d'échanges et lignes armatures de transport public, en s’appuyant sur le réseau existant. Les trajets périurbains, où la part de la voiture individuelle est importante, représentent une part importante des émissions de gaz à effet de serre. Le développement durable devenant un objectif prioritaire de toute action publique, il est nécessaire de développer des offres de transport alternatives à la voiture solo, suffisamment compétitives en matière de flexibilité de service et sur le plan environnemental.
Certaines AOT (Autorité Organisatrice de Transport) se servent du TAD dans certains secteurs de l’agglomération pour compléter l’offre de transport, très souvent sous forme de lignes fixes.
Il y a une spécificité dans les TAD, les services de nuit. Parmi les services généralistes se trouve une sous-catégorie de services dont la particularité est de fonctionner après 20h. Plusieurs services proposent une telle prestation en plus d’un service de jour classique (ex. Filéo autour de Roissy CDG). Mais contrairement à ceux-ci, les services réservés aux déplacements nocturnes se rencontrent plus particulièrement en milieu urbain et notamment sur la partie dense du pôle. Ainsi Itinéo à Lille, Illico Taxibus à Dunkerque, les services de Lyon ou de Tarbes ont en commun d’être des services de nuit ou de soirée.
Les TPMR en milieu urbain sont organisés autour de la ville-centre et sont calqués sur le PTU (Le PTU correspond à la zone dense de l’agglomération). Le TPMR peut être un prolongement du TAD existant (ex. CABUS TAD et Cabus TPMR de Sarreguemines ; MobiLibellus PMR sur Castres et Mazamet), ou un complément (Evasion et FILIBAAG à Abbeville).

### En milieu rural
Faibles densités, mobilités complexes, grandes distances, les espaces ruraux sont particulièrement difficiles à desservir par les moyens traditionnels de transport public. Dans la plupart des cas, ils se caractérisent par une mauvaise couverture des transports en commun.
Pourtant le droit au transport s’applique partout, y compris dans les zones les plus reculées. Il est alors difficile pour les autorités organisatrices de transports d’assurer leurs obligations. Compte tenu des coûts engendrés, ces dernières se sont rapidement tournées vers des solutions souples.
Dès le départ, l’espace rural apparaît comme une zone privilégiée pour le développement du transport à la demande. Sa souplesse de fonctionnement et sa rapidité de mise en œuvre lui permettent de s’adapter aux contraintes de cet espace, le tout à un coût abordable pour des petites collectivités. Les enjeux de décarbonation et d'accès à l'emploi pour ceux qui ne possèdent pas de voiture sont majeurs.
Tout comme dans l’espace urbain, on trouve des TAD spécialisés en milieu rural. Parmi ceux-ci, une catégorie est particulièrement bien représentée : les TAXI TER. Ils ont été créés dans le but de desservir les petites gares des zones rurales.
Les TAXI TER ont été créés en collaboration avec la SNCF et les Régions. Ces services viennent en complément du réseau TER sur des lignes qui ont été arrêtées pour des raisons économiques. Le TAXI TER est un TAD destiné aux zones rurales par excellence. Il est mis en place sur des gares où la fréquentation est très faible. Plutôt que de supprimer complètement ces liaisons, les Conseils Régionaux ont préféré instaurer un service à la demande, les clients sont alors « rabattus » en TAD sur des gares encore en activité. Ce service touche donc en priorité des zones en milieu rural. Douze Régions organisent des TAXI TER, certaines ne proposent qu’une seule ligne, d’autres ont un recours plus important au TAD.
Padam Mobility et Viacitis sont des fournisseurs de logiciel de TAD en France.

### Villes

#### Alençon
Allobus et Handibus au réseau de bus Alto.

#### Amiens
Le réseau Ametis possède sept lignes "Resago", où toutes les courses sont sous réservation obligatoire :
- 61 Gare du Nord ⥋ Remiencourt
- 62 Gare du Nord ⥋ Estrées-sur-Noye
- 63 Gare du Nord ⥋ Creuse
- 64 Camon Miroir ⥋ Mairie de Camon / Église de Camon
- 65 Gare du Nord ⥋ Saint-Vaast-en-Chaussée
- 66 Gare du Nord ⥋ Querrieu
- 67 Gare du Nord ⥋ Saint-Ladre Ouest

Sur quatre lignes régulières, le Transport à la Demande est partiel:
- 9 Vers-sur-Selle / Laënnec ⥋ La Haute Borne / Allonville
- 11 Saleux ⥋ Étouvie
- 12 Sains-en-Amiénois ⥋ Bertangles
- 14 Petit Blangy ⥋ Gare du Nord

#### Annemasse
Les Transports annemassiens collectifs (TAC) proposent deux services de transport à la demande exploités grâce à la technologie de Karhoo.
- Proxi'Tac, service à la demande classique, complémentaire au réseau régulier[5].
- Handi'Tac destiné aux personnes à mobilité réduite résidant dans une des communes membres de Annemasse - Les Voirons Agglomération[6].

#### Arcachon
Depuis sa création le réseau Baïa de la COBAS offre aux habitants du sud du bassin d'Arcachon un service de bus à la demande dans les communes de Gujan-Mestras, La Teste et Le Teich.
Dans la commune d'Arcachon Eho (minibus électriques) se substitue au TAD.

#### Avignon
La société des Transports en Commun de la Région d'Avignon (TCRA) exploite 15 lignes de bus à la demande : AlloBus. Elles sont disponibles dans les secteurs les moins denses du Grand Avignon.
| Les lignes AlloBus du Grand Avignon | Les lignes AlloBus du Grand Avignon | Les lignes AlloBus du Grand Avignon                              | Les lignes AlloBus du Grand Avignon |
| Secteur AlloBus                     | Secteur AlloBus                     | Terminus                                                         | Ligne en correspondance             |
| ----------------------------------- | ----------------------------------- | ---------------------------------------------------------------- | ----------------------------------- |
| AlloBus                             | Île de la Barthelasse               | Porte de l'Oulle                                                 | Ligne 5                             |
| AlloBus                             | Caumont-sur-Durance                 | Mairie de Caumont ou Agroparc Centre                             | Ligne 3                             |
| AlloBus                             | Entraigues-sur-la-Sorgue            | Entraigues Mairie ou Entraigues Gare                             | TER vers Gare d'Avignon-Centre      |
| AlloBus                             | Jardins Neufs                       | St Lazare ou Porte de l'Oulle                                    | Ligne 3                             |
| AlloBus                             | Jonquerettes / Velleron             | St Saturnin Centre ou Lycée René Char                            | Ligne 1B                            |
| AlloBus                             | Les Angles                          | Porte de l'Oulle ou Office de Tourisme (tous les jeudis)         | Ligne 5                             |
| AlloBus                             | Montfavet                           | Mairie de Montfavet ou Gare de Montfavet                         | Ligne 4                             |
| AlloBus                             | Morières-lès-Avignon                | Mairie de Montfavet ou Gare de Montfavet                         | Ligne 4                             |
| AlloBus                             | Pujaut                              | Grand Angles et Centre Médical des Angles ou Hauts de Villeneuve | Lignes 5 et 40                      |
| AlloBus                             | Rochefort-du-Gard                   | Grand Angles et Centre Médical des Angles                        | Ligne 40                            |
| AlloBus                             | Roquemaure                          | Grand Angles et Centre Médical des Angles                        | Ligne 40                            |
| AlloBus                             | Sauveterre                          | Grand Angles et Centre Médical des Angles ou Hauts de Villeneuve | Lignes 5 et 40                      |
| AlloBus                             | Saze                                | Grand Angles et Centre Médical des Angles                        | Ligne 40                            |
| AlloBus                             | Vedène                              | Vedène Centre                                                    | Ligne 8                             |
| AlloBus                             | Villeneuve-lès-Avignon              | Office de Tourisme                                               | Ligne 5                             |

#### BeauvaisetCommunauté d'agglomération du Beauvaisis

##### Liaisons intercommunales

###### Lundis, mardis, jeudis, vendredis et dimanches
Depuis le 11 mars 2010, la Communauté d'agglomération du Beauvaisis s'est dotée d'un nouveau système de transport à la demande, opérationnel les lundis, mardis, jeudis, vendredis et dimanches de 7 h 30 à 19 h. Les usagers doivent réserver avant 17 h 30 la veille par téléphone, et leur transport viendra les chercher à l'arrêt le plus proche de chez eux. Les liaisons intercommunales ne sont pas possibles. Le prix d'un ticket est le même que pour n'importe quelle ligne, et il permet des correspondances avec le reste du réseau. Au total, 74 arrêts sont desservis.

###### Mercredis et samedis
Un service de transports intercommunaux permet aux habitants des 31 communes de l'agglomération d'atteindre le centre-ville de Beauvais les mercredis et samedis, jours de marché. Les 8 lignes de TAD fonctionnent comme des lignes régulières (le service coûte le prix d'un ticket normal et permet des correspondances sur le reste du réseau, et les passagers sont transportés d'un arrêt à un autre à des horaires précis), à la seule différence que l'usager doit réserver son voyage à l'avance par appel téléphonique.

##### Liaisons intracommunales (Beauvais uniquement)

###### Dimanches et jours fériés
Un service de TAD est disponible les dimanches et jours fériés pour les habitants de la ville de Beauvais pour des liaisons intercommunales. Il permet de combler en partie le manque de transports réguliers les jours non ouvrables, et ainsi de faire des courses pour aller au Plan d'eau du Canada, au Cinespace ou encore à l'Hôpital. Le service est également facturé au prix normal d'un ticket.

#### Bonneville
Le réseau Proxim'iTi a été créé à l'origine comme un ensemble de lignes à la demande en 2013 et qui sont devenues régulières en 2019, complétées par une offre de transport à la demande.

#### Bassin de Pompey
En complément des services de transport en commun du réseau Le SIT, la communauté de communes du Bassin de Pompey a mis en place le service Flexo. L’inscription est gratuite. La réservation peut se faire jusqu’à deux heures avant un départ.

#### Bordeaux
RésaGO est un service de transport à la demande du réseau TBM. Ce service permet de desservir les communes de Bordeaux Métropole peu ou pas couvertes par les lignes classiques de bus ou de tramway. Ce service nécessite une réservation téléphonique, de 1 mois à 1 heure avant le déplacement. Le véhicule RésaGO conduit ensuite le ou les passagers d'un point donné (domicile ou arrêt de bus) à un arrêt de tramway ou de lignes de bus express. Ce service coûte le prix d'un ticket normal des TBM.
RésaGO concerne les communes suivantes : Artigues-près-Bordeaux, Bouliac et Le Taillan-Médoc.

#### Briançon
- TUB

#### Cannes
- Lignes Palm à la demande

#### Charleville-Mézières
TAC T.P.M.R. est un service de transport public, destiné aux personnes à mobilité réduite, organisé par la Société d’Exploitation des transports de l’Agglomération de Charleville dans les Ardennes.

#### CherbourgetCommunauté d'agglomération du Cotentin
- La Saire TAD[7]: exploité par Zéphir Bus et utilisant la technologie Padam Mobility

#### Clermont-Ferrand
Sur le réseau T2C, certaines communes périphériques de Clermont-Ferrand proposent un service de transport à la demande, en complément des lignes régulières :
- à Châteaugay et Blanzat (quartier des Mauvaises), en complément de la ligne 31, de 9 h 30 à 16 h ;
- à Sayat et Nohanent, en complément de la ligne 32, de 9 h 30 à 16 h ;
- à Pérignat-lès-Sarliève, en complément de la ligne 13, de 9 h 30 à 16 h ;
- à Saint-Beauzire, en complément de la ligne 33 ;
- à Orcines et Saint-Genès-Champanelle, du lundi au samedi matin, les lundis, mardis, jeudis et vendredis après-midi et les mercredis et samedis en début d'après-midi.

Ces services permettent une correspondance avec les lignes structurantes (tramway A et bus des lignes B et C).
- à Opme et Saulzet-le-Chaud (commune de Romagnat), en complément de la ligne 27, du lundi au vendredi ; correspondance à Beaumont pour Clermont-Ferrand ;
- le quartier du Prat à Aubière est desservi par le TAD les mardis, jeudis et samedis.

L'accès à ce service nécessite une réservation. La tarification applicable est celle du réseau T2C.
MooviCité assure également le transport des personnes handicapées.

#### Durance Luberon Verdon Agglomération
- Trans'Agglo

#### Grenoble
- Acces Tag (service PMR)

#### Île-de-France
- TAD Ile-de-France Mobilités: services de Transport à la Demande exploités par Transdev et Keolis et utilisant la technologie Padam Mobility
- La Navette, service de Transport à la Demande exploité à Chelles par Transdev et utilisant la technologie Padam Mobility
- Clam'Express, à Clamart, exploité par Transdev et utilisant la technologie Padam Mobility
- Plus de Pep's sur le territoire du Syndicat Intercommunal de Transports des secteurs 3 et 4 de Marne-la-Vallée et des communes environnantes, exploité par Transdev et utilisant la technologie Padam Mobility
- Tamy à Mantes-la-Jolie (Grand Paris Seine & Oise) : liaison à la demande entre les communes rurales environnantes et les destinations les plus courantes de la vie quotidienne, exploité par RATP Dev avec la technologie Karhoo[11].
- Le Centre communal d'action sociale de Montreuil propose un service de transport à la demande pour les personnes à mobilité réduite, exploité par RATP Dev avec la technologie Karhoo[12].

#### La Rochelle
Créé en septembre 2009 en complément du réseau de transport en commun, Yélo possède actuellement 3 lignes de TAD, les lignes 29 en parallèle de leurs lignes respectives, la ligne 38 qui suit sa ligne respective que sur Dompierre-sur-Mer et Sainte-Soulle et la ligne 58 exclusivement réservée au TAD.

#### Le Havre
- Service Fil'bus, taxi à la demande de la CTPO.
- Service Mobil'Fil, transport à la demande des personnes à mobilité réduite

#### Lille
- EcoTaco est une solution de transport de personnes à la demande à Lille, fonctionnant par réservation en ligne.
- Ilévia Réservation : exploité par Keolis Lille et utilisant la technologie Padam Mobility

#### Limoges
Télobus

#### Louviers
FLEXIBUS / FLEXIPLUS (PMR) et lignes virtuelles BUS DE GARE et VILLABUS

#### Lyon
- Transport à la demande de Lyon, services « ResaGO »,« Flexo », "TCL à la demande Mi-Plaine" exploités par TCL et utilisant la technologie Padam Mobility
- Optibus, transport de personnes à mobilité réduite

#### Marseille
- MP Shuttle, système de navettes partagées entre l'aéroport MP et la ville de Marseille.

#### Menton
- Lignes Zestbus

#### Metz
Le transport à la demande est exploité à Metz, par le réseau LE MET' sous la dénomination commerciale PROXIS. Chacune des lignes du réseau dont le numéro est supérieur à 100 assure un service régulier et un service à la demande. Pour qu'un bus passe à un horaire prévu à la demande, celui-ci doit avoir été réservé au moins 2h à l'avance, ou la veille avant 19h pour les horaires avant 10h.
Pour ces lignes, les services réguliers sont assurés par des bus diesel classiques. Les services à la demande sont assurés par des minibus pour les horaires en deçà de 20h et par les taxis de Metz pour les horaires au-delà de 20h.

#### Mulhouse
TPMR : DOMIBUS, la mobilité pour tous.

#### Montbéliard
TAD Buxi plus (accessible à tous)

#### Nancy
TPMR : HANDISTAN.

#### Nantes

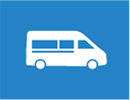
Logo du TAD

À Nantes, il existe 2 services de transport à la demande :
- Le service « Proxitan » couvre l'ensemble de l'agglomération et est accessible en priorité aux personnes à mobilité réduite. Il est accessible avec un titre TAN.
- Le service « Transport À la Demande (TAD) » permet de desservir spécifiquement 3 communes de l'agglomération : Basse-Goulaine, La Chapelle-sur-Erdre et Vertou. Il est également accessible avec un titre TAN. Le service de La Chapelle est remplacé en heure de pointe par 3 circuits réguliers et le secteur « Quartiers sud » de celui de Vertou est desservi par la ligne 47 en heure de pointe.

#### Nice
TPMR : MobilAzur.

#### Orléans
Résa'Tao: exploité par Keolis et utilisant la technologie Padam Mobility

#### Pau

Logo d'Idelis

Le réseau Idelis dispose de différents services à la demande utilisant la technologie Viacitis :
- Libertis, pour les personnes à mobilité réduite, sur l'ensemble du périmètre de transports.
- Flexilis, découpé en trois zones :
  - Zone Nord: Montardon, Navailles-Angos, Sauvagnon et Serres-Castet.
  - Zone Sud: Gan, Gelos et Jurançon,
  - Zone Est: Artigueloutan, Idron, Ousse, Sendets et Serres-Morlaàs.

#### Poitiers
Pti'bus et Handibus (PMR)

#### Picardie
Service Taxi TER à la demande disponible pour certaines gares de la région

#### Provins
Les bus B.A.L.A.D.E qui permettent de se déplacer dans les villes voisines.

#### Reims
Reims Métropole dispose de deux services de transport à la demande :
- un service intégré au réseau Citura pour la desserte de certaines communes périphériques, nouvellement intégrées à l'agglomération (septembre 2013), sous la forme de trois lignes virtuelles ;
- un service TPMR sous le nom commercial TREMA (Transport REMois Adapté) en porte à porte sur l'intégralité du PTU.

#### Roanne
Créabus

#### Rouen
Service TMPR (Transport de personnes à mobilité réduite) du réseau Astuce.
Service filo'r de la Métropole Rouen Normandie (Exploitant : Keolis) depuis 2011. Réparti sur 8 zones, le service filo'r dessert 37 communes de la Métropole, via des mini-bus de 7 ou 20 places.

#### Saint-Brieuc
Taxitub, mis en place en 1990, un des premiers service de Transport A la Demande (TAD).

#### Saint-Étienne
- MonBus est un service de transport à la demande qui couvre trois secteurs :

- le secteur Condamine / Saint-Victor-sur-Loire / Bécizieux qui offre un rabattement sur Roche-la-Molière et permet des correspondances avec les lignes M2 et 26 vers Saint-Étienne ou Firminy et Saint-Victor-sur-Loire ;
- le secteur Saint-Joseph / Dargoire / Tartaras qui offre un rabattement sur la commune de Rive-de-Gier, en correspondance avec les lignes M5 vers Saint-Étienne via Lorette, La Grand-Croix, L'Horme et Saint-Chamond, 46 vers Saint-Joseph, 47 vers Saint-Martin-la-Plaine et Genilac, 57 vers le quartier de la Madeleine et la MFR de Tartaras à certaines heures en semaine et en période scolaire ;
- le secteur Châteauneuf qui offre des correspondances avec les lignes M5, 46, 47 et 57.
- ProxiSTAS est un service de transport à la demande qui dessert les communes les plus éloignées de la ville-centre pour permettre aux habitants de ces communes de rejoindre facilement Saint-Étienne lorsque les lignes circulant sur ces communes ne roulent pas (vacances scolaires, etc.). Ce service dessert :

- La Grand-Croix et Cellieu qui permet de se rendre dans le centre de Saint-Chamond en correspondance avec les lignes M5, 29, 40, 41, 42, 43, 44, 45. Ce service remplace la ligne 48 qui ne circule pas en période de vacances scolaires ;
- La Terrasse-sur-Dorlay et Doizieux qui permet de se rendre dans le centre de Saint-Chamond en correspondance avec les lignes M5, 29, 40, 41, 42, 43, 44, 45. Ce service est en complément de la ligne 81 ;
- La Valla-en-Gier qui permet de se rendre dans le centre de Saint-Chamond en correspondance avec les lignes M5, 29, 40, 41, 42, 43, 44 et 45 ;
- Saint-Paul-en-Jarez, qui permet de se rendre dans le centre de Saint-Chamond en correspondance avec les lignes M5, 29, 40, 41, 42, 43, 44, 45. Ce service remplace la ligne 44 qui ne circule pas en vacances scolaires ;
- Saint-Romain-en-Jarez, qui permet de se rendre dans le centre de Rive-de-Gier en correspondance avec les lignes M5, 46, 47, 57 ;
- Chagnon, qui permet de se rendre dans le centre de Rive-de-Gier en correspondance avec les lignes M5, 46, 47 et 57 ;
- Farnay, qui permet de se rendre dans le centre de Rive-de-Gier en correspondances avec les lignes M5, 46, 47 et 57 ;
- Pavezin et Sainte-Croix-en-Jarez, qui permet de se rendre dans le centre de Rive-de-Gier en correspondances avec les lignes M5, 46, 47 et 57 ;
- Çaloire, qui permet de se rendre dans le centre de Firminy en correspondances avec les lignes M1, M2, 30, 32, 33 et 34 ;
- Valfleury, qui permet de se rendre dans le centre de Saint-Chamond, en correspondances avec les lignes M5, 29, 40, 41, 42, 43, 44 et 45. Ce service remplace la ligne 48 qui ne circule pas pendant les vacances scolaires et 3 arrêts de la ligne 84.
- Marcenod, Fontanès et Saint-Christo-en-Jarez, qui permet de se rendre dans le centre de La Talaudière, en correspondance avec les lignes 10, 14 et 25. Ce service remplace la ligne 85 qui ne circule pas pendant les vacances scolaires.
- Handi'Stas, service pour les personnes à mobilité réduite.

#### Saumur
- Saumur Agglobus

#### Communauté d'agglomération de Sophia Antipolis
- Icilà d'Envibus, exploité par Envibus et utilisant la technologie Padam Mobility

#### Strasbourg
À Strasbourg, le système Flex'Hop est étendu à toute sa métropole, et même un peu au-delà,. Il s'agit d'un mini-bus dont le trajet fait l'objet d'une optimisation par le logiciel d'itinéraire Padam Mobility . Le mini-bus circule même s'il n'emporte qu'un seul passager.

#### Toulouse
- MOBIBUS, exploité par Transdev, transport spécialisé pour les personnes à mobilité réduite sur le ressort territorial de Tisséo Collectivités (108 communes autour de Toulouse).

#### Tours
TPMR : Fil blanc.

#### Vichy
La communauté d'agglomération de Vichy Val d'Allier propose trois services différents de transport à la demande :
- Mobival : lancé en 2004, est composé de dix lignes irriguant les communes de l'agglomération non desservies par le réseau urbain ;
- Mobil'hand : lancé en 2007, conformément à la loi handicap de 2005, il est similaire à Mobival mais il est destiné aux personnes handicapées ;
- MobiVie sur mesure : lancé en 2010, ce service vient en complément des lignes régulières pour les zones à faible fréquentation ou non desservies par un bus (sont concernées les communes d'Abrest, de Creuzier-le-Vieux, d'Hauterive, ainsi que les quartiers reculés de Bellerive-sur-Allier et de Cusset). Il existe aussi des services de soirée pour la gare SNCF et le stade aquatique. La réservation est obligatoire.

#### Voiron
Le pays voironnais comprend 10 lignes réservées essentiellement au TAD, et 7 lignes sur les 11 du réseau interurbain proposent un service de transport à la demande. Le déclenchement du passage du véhicule à l'arrêt demandé doit se faire par réservation (par téléphone) la veille pour le lendemain.

## Italie
À partir du milieu des années 1990, l'Italie a commencé à suivre la tendance en développement dans tous les majeurs pays européens, parmi lesquels notamment le Royaume-Uni, la Belgique, la Finlande et la Suède, quant à la diffusion du transport en commun à la demande de seconde génération, caractérisé par un niveau plus élevé d'efficacité du service grâce aux systèmes de télécommunication les plus modernes.

Aujourd'hui plusieurs sociétés de transport à la demande sont actifs en Italie au niveau urbain et suburbain, aussi bien en tant que complément aux services de transport en commun préexistants, qu'en faveur des handicapés ou des touristes.

Les villes desservies sont aussi bien les grandes villes métropolitaines, telles que Rome, Milan, Gênes, Florence, que dans des agglomérations mineures, telles qu'Alexandrie, Aoste, Crémone, Livourne, Mantoue, Parme, Empoli, Sienne et Sarzana.
Voici quelques sociétés de transport à la demande italiennes :
- AllôBus[17] et AllôNuit, à Aoste et dans les communes de la plaine aostoise, et dans le Valdigne ;
- DrinBus, à Gênes ;
- EccoBus, à Alexandrie ;
- PersonalBus, à Florence ;
- ProntoBus, à Livourne ;
- Prontobus, à Sarzana ;
- Provibus, pour la province de Turin ;
- Radiobus, service nocturne sur réservation à Milan ;
- StradiBus, à Crémone ;
- Trambus Abile, à Rome.
- NightBus[18], à Padoue ; exploité par Busitalia Veneto (it) et utilisant la technologie Padam Mobility

## Luxembourg
À Luxembourg-ville, les autobus de la ville de Luxembourg offrent un service de bus à la demande nommé Call-a-Bus. Celui-ci répond à la fois aux besoins des personnes à mobilité réduite et à ceux de la population en général.
Dans la région nord du Luxembourg, le Forum pour l'emploi propose un service de transport à la demande appelé Bummelbus utilisant la technologie de Karhoo. Il dessert 39 communes pour un total 80 000 habitants. Toute personne peut utiliser le service pour réaliser des trajet de moins de 35 km.

## Pays-Bas

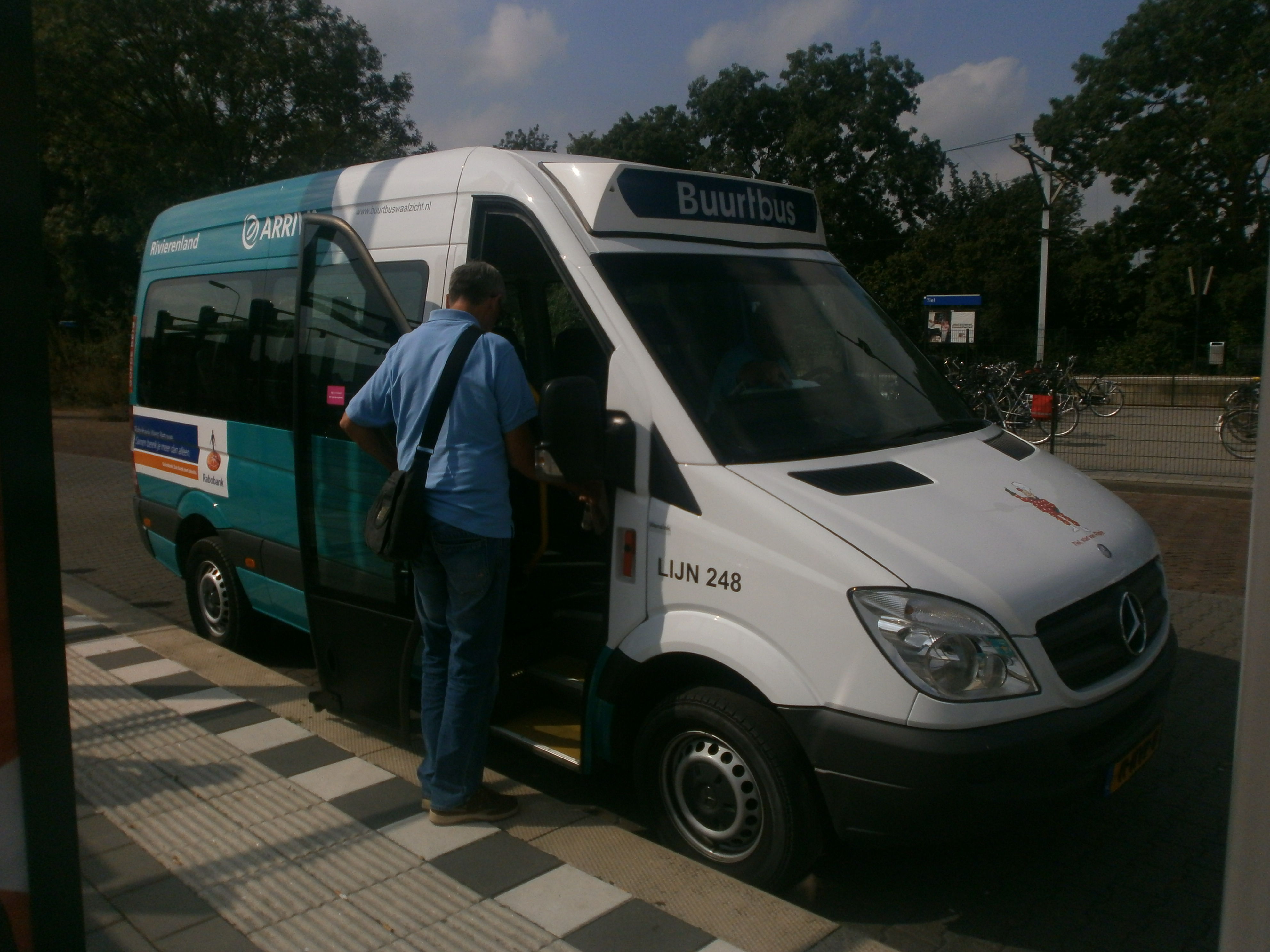
Un bus de quartier dans la province de Gueldre.

Les bus de quartier sont apparus aux Pays-Bas.